# Рюе, Ниельс Матиас
Ниельс Матиас Рюе (норв. Niels Mathias Rye; 24 августа, 1824, Бё — 6 февраля 1905, Христиания) — норвежский государственный и политический деятель, Премьер-министр правительства Норвегии в Кристиании (29 марта 1884-3 апреля 1884), губернатор, и. о. министра внутренних дел Норвегии (март-апрель 1884), депутат парламента Норвегии.

## Биография
Сын кадрового военного офицера. Изучал право в Университете Осло. В 1846 году получил степень кандидата юридических наук. Работал государственным служащим в министерствах правительства Норвегии. Начинал в Министерстве внутренних дел, занимался почтовыми делами. В 1857 году был назначен начальником отдела Главного почтового управления страны. В 1863 году назначен на должность заместителя секретаря Министерства военно-морского флота и почты.
В 1869 году стал губернатором графства Сёндре Бергенхус (ныне Хордаланд). В 1877 году был избран в норвежский парламент от избирательного округа Берген. После двухлетнего срока, вернулся на пост губернатора графства Братсберг (сегодня Телемарк). В 1880 году стал губернатором графства Христиания.
Умер в феврале 1905 года, через несколько недель после выхода на пенсию с должности губернатора графства Христиания. 
Похоронен на Спасском кладбище в Осло.